# Aurivillius oberthueri
Aurivillius oberthueri is een vlinder uit de familie nachtpauwogen (Saturniidae). De wetenschappelijke naam van deze soort is voor het eerst geldig gepubliceerd in 1927 door Bouvier.
De soort komt voor in tropisch Afrika.